# 道德形上學基礎

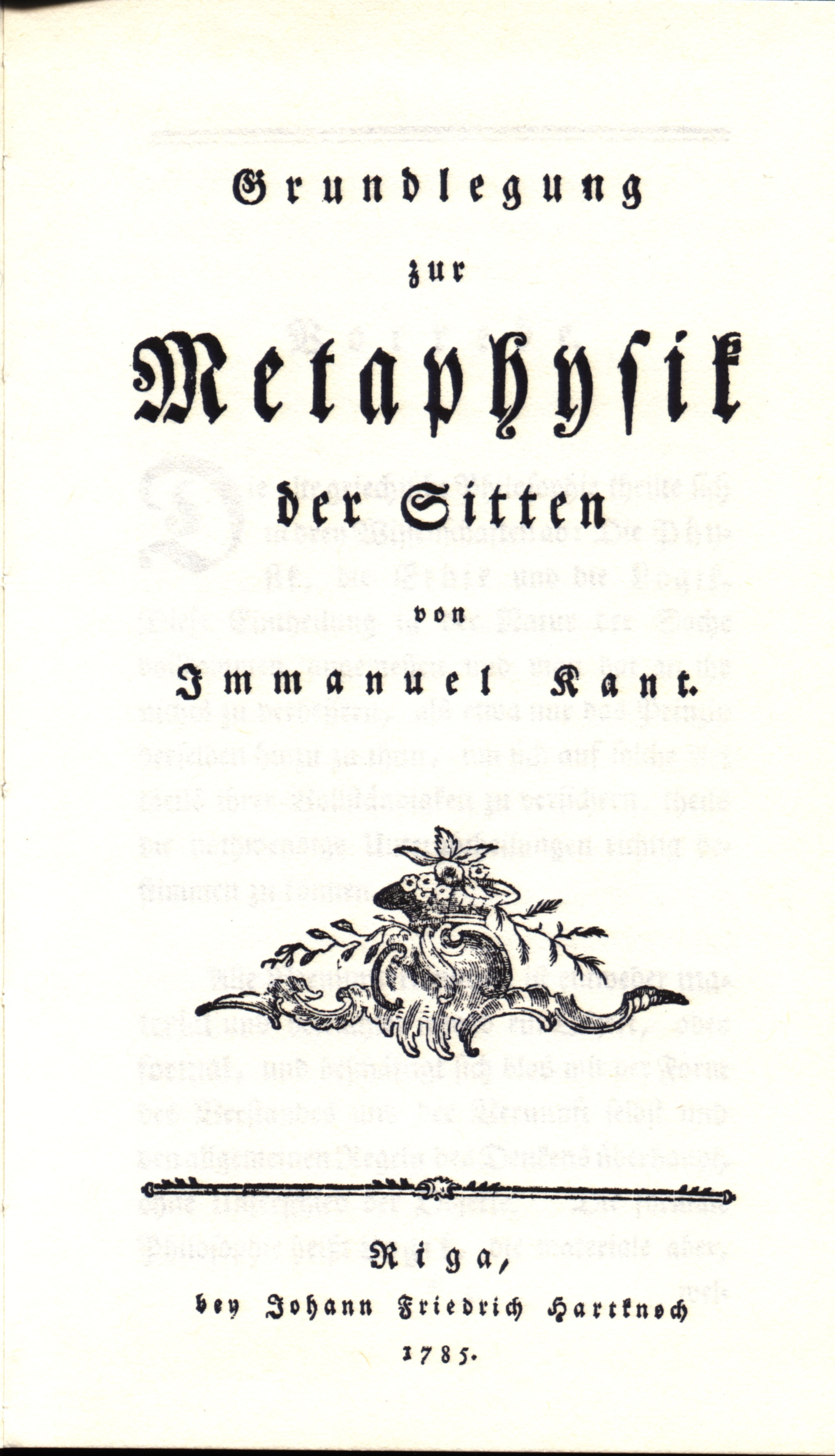
《道德形上學基礎》初版封面

《道德形上學基礎》（德語：Grundlegung zur Metaphysik der Sitten），是康德第一本倫理學著作，於1785年出版。康德把他的調查視為一種基礎倫理學的工作 - 通過解釋道德理論的核心概念和原則，並證明它們是理性行為者的規範性，為未來的研究奠定了基礎。康德渴望的不僅僅是：揭示道德的基本原則，並表明它適用於我們。在文中，康德提出了一個開創性的論點，即「行動的正確性取決於一個人選擇採取行動的原則」的性質。因此，康德與他所撰寫時主導道德哲學的道德感理論和目的論道德理論形成鮮明對比。工作的核心是康德所說的作用定言令式，一個人必須根據他或她將成為普遍法律的規則行事的概念。
《道德形上學基礎》分為前言，其次是三段。康德的論證從共同的理性到最高的無條件法則，以確定其存在。然後，他從那裡向後工作，以證明道德法的相關性和重要性。這本書聞名遐邇，部分原因在於康德後來於1788年決定出版《實踐理性批判》。

## 參看
- 康德
- 倫理學